# 碳變
《碳變》（英語：Altered Carbon）是一部由萊塔·卡羅格里迪斯創作的美國賽博朋克網路電視劇，改編自英國作家理查德·K·摩根2002年的同名小說。在一個意識可以轉移到不同軀體的世界，前菁英士兵武·科瓦奇轉職私家偵探，必須偵破一起謀殺案。第一季共有10集，於2018年2月2日在Netflix首播。
2018年7月27日，續訂第二季共8集，於2020年2月27日首播。動畫電影《碳變：義體置換》時間設定為第二季之前，於2020年3月19日首播。本劇獲得普遍正面的評價。2020年8月，本劇在兩季後被取消。

## 劇情
故事背景發生於三百六十年後的未來世界，第一季大部分的情節設定在2384年，地點是一個被稱為港灣市（Bay City）的未來都市。在未來，人們的記憶跟意識經過數位化之後可以被下載到一個稱為「堆疊」（Stacks）的盤型裝置裡，再植入後頸部的脊椎骨中。這些外星人設計的儲存裝置已經透過還原工程後大量生產，但是只能藉由哈朗世界（Harlan's World）上的材料來製造。肉體人類及復合體被稱為「義體」（Sleeves），而堆疊可以在死後轉移至新的軀體，但是如果摧毀一個人的堆疊而他也沒有其他堆疊時，那個人就會完全死亡。雖然這在理論上意味著任何人都可以永生不死，但事實上只有那些最富有的「瑪士」（Meths），透過複製人和針刺傳輸（Remote Storage）他們的意識到衛星當中才能實現這件事，因此他們在重製之前再也不用死於老年。
武·科瓦奇（喬爾·金納曼/李威勇/文峰/安東尼·麥基飾）是精英星際戰士（Envoys）中唯一倖存的士兵，他們是一個在對抗新世界秩序的起義中遭到擊敗的反叛團體。在星際戰士被消滅的250年後，科瓦奇的堆疊從監獄的冰凍中被一個300歲的瑪士羅倫斯·班克勞（詹姆斯·普瑞佛伊飾）喚醒，他是殖民世界中最富有的人之一。班克勞給他一個選擇，偵破「班克勞自己」的謀殺案來重獲新生。
第二季的時間發生在2410年代初，設定在第一季30年之後，科瓦奇在一個新的義體中，繼續找尋他失去的愛人同時也是星際戰士的領袖奎爾克里斯特·法肯納（蕾妮·伊莉斯·高德斯伯瑞飾）。

## 演員

### 主要角色
- 喬爾·金納曼（第1季）/安東尼·麥基（第2季） 飾 武·科瓦奇/伊萊斯·萊克（Takeshi Kovacs/Elias Ryker）

前精英星際戰士，已經被冰凍在監獄中250年，從一個他試圖阻止的未來中被喚起。
- 詹姆斯·普瑞佛伊 飾 羅倫斯·班克勞（第1季）（Laurens Bancroft）

一名超級富有的瑪士，居住在雲層之上被稱為「天穹區」的地方，因為有龐大的財富跟影響力事實上他已經永生不死。
- 瑪莎·希加瑞達（英语：Martha Higareda） 飾 克莉絲汀·奧特嘉（第1季，第2季客串）（Kristin Ortega）

一名港灣市警局的女警，有拉丁美洲血統的她來自一個警察家庭。原本是被指派偵辦班克勞謀殺案的警官。
- 克里斯·康納 飾 坡（第1-2季）（Edgar Poe）

一個採用愛倫·坡外表的人工智慧，經營一家飯店作為科瓦奇在港灣市的行動基地。
- 迪辰·拉奇曼 飾 萊莉·川原（第1季，第2季客串）（Reileen Kawahara）

科瓦奇的妹妹，與哥哥共同經歷了黑暗且暴力的童年，兩人同時加入了星際戰士，一起接受奎爾的訓練。
- 艾托·艾桑多（英语：Ato Essandoh） 飾 維農·艾略特（第1季，第2季客串）（Vernon Elliot）

前攝政國海軍陸戰隊醫務兵，妻子遭到監禁，女兒被謀殺。
- 克莉絲汀·李曼（英语：Kristin Lehman） 飾 米莉安·班克勞（第1季）（Miriam Bancroft）

羅倫斯·班克勞的妻子，同樣是一名永生不死的瑪士。
- 陳潮 飾 梁/鬼影者（第1季）（Mister Leung/Ghostwalker）

一名暴力的殺手和「安排者」，在這個世界為超級富有的瑪士工作。
- 蕾妮·伊莉斯·高德斯伯瑞（英语：Renée Elise Goldsberry） 飾 奎爾克里斯特·「奎爾」·法肯納（第1-2季）（Quellcrist Falconer）

戰略大師和科學家；備份的創造者和星際戰士的領袖，率領叛軍反抗舊秩序，也是科瓦奇的相戀對象。
- 蕾拉·蘿倫（英语：Lela Loren） 飾 丹妮卡·哈朗（第2季）（Danica Harlan）

哈朗世界的總督，也是哈朗世界的創始人康瑞·哈朗之女。
- 西蒙·米西克（英语：Simone Missick） 飾 崔普（第2季）（Trepp）

一名專業的賞金獵人，以擁有在殖民世界追蹤任何人的能力而聞名，以便換取合適的報酬。
- 迪娜·施哈比（英语：Dina Shihabi） 飾 挖301（第2季）（Dig 301）

一名失業的人工智慧，被設定要協助人類考古學家，在遇見坡之後找到了新的目標。
- 托爾本·利布列特（英语：Torben Liebrecht） 飾 伊凡·柯瑞拉上校（第2季）（Colonel Ivan Carrera）

科瓦奇在殖民戰術突擊隊的指揮官和代理父親，之後成為攝政國特種部隊「楔子」的首領，並在哈朗世界上活動。

### 常駐角色
- 文峰 飾 O·G·科瓦奇/狄米崔·卡明（第1季）（O.G. Kovacs/Dimitri Kadmin）

最後的一名星際戰士，擁有戰略大師般的敏銳頭腦和接近超人的戰鬥技巧。是科瓦奇在星際戰士被消滅之後所使用的義體。
- 奧嘉·方達 飾 莎拉（第1季）（Sarah）

一名意外地與武·科瓦奇搭檔的傭兵。
- 塔瑪拉·泰勒 飾 烏姆·裴斯考（第1季）（Oumou Prescott）

羅倫斯·班克勞的律師，十分有權威且機智聰明，經常代表她有錢的客戶與港灣市警局及其他下層階級的人保持聯繫。
- 瑪琳·福特（英语：Marlene Forte） 飾 艾菈茲妮·奧特嘉（第1季）（Alazne Ortega）

奧特嘉家族的靈魂人物，是一個溫暖且充滿愛心的人。
- 金川弘敦 飾 田中警官（第1季）（Captain Tanaka）

港灣市警局的隊長及奧特嘉的直屬長官，試圖保持瑪士與城中普通人之間的和平。
- 海莉·勞（英语：Hayley Law） 飾 伊莉莎白·「莉琪」·艾略特（第1-2季）（Elizabeth "Lizzie" Elliot）

維農·艾略特的女兒，在受了創傷之後由坡幫助她一路上復原。
- 李威勇 飾 原始的武·科瓦奇（第1-2季）（Original Takeshi Kovacs）

科瓦奇在這個義體當中度過了大部分的人生，在劇中被稱為初始義體或OG武·科瓦奇。
- 亞當·布斯奇 飾 米奇（第1季）（Mickey）

一名在港灣市警局工作的電腦工程師，傑出且尖酸刻薄。
- 詹姆斯·齋藤（英语：James Saito） 飾 塔那西達秀樹（第2季）（Tanaseda Hideki）

一名百歲的黑道老大，哈郎世界的創始人之一。塔那西達掌控著哈郎世界星球上的組織犯罪，並與武·科瓦奇分享歷史。
- 迈克尔·山克斯 飾 何瑞斯·艾希里（第2季）（Horace Axley）

哈郎世界的創始人之一，招募武·科瓦奇來保護他。
- 三辻茜（英语：Sen Mitsuji） 飾 塔那西達幸人（第2季）（Tanaseda Yukito）

塔那西達秀樹的曾孫。
- 尼爾·麥克唐納 飾 康瑞·哈朗（第2季）（Konrad Harlan）

丹妮卡的父親，哈郎世界的創始人之一。
- 大衛・邱比特（英语：David Cubitt） 飾 杜根（第2季）（Dugan）

哈郎世界的創始人之一。

## 發展

### 製作
Netflix於2016年1月訂下了小說《碳變》，15年前萊塔·卡羅格里迪斯最初意圖將該小說拍成一部劇情長片。據卡羅格里迪斯所述，由於小說本身的複雜性和R級尺度使它相當難以將其改編權賣出，直到Netflix看上了它。該劇是Netflix短期內訂購的眾多影集之一，並承諾在原創內容上花費50億美元。
卡羅格里迪斯負責編寫劇本並擔任該劇的節目統籌，史蒂芬·布萊克曼擔任共同節目統籌。天空之舞傳媒公司的大衛·艾利森、達娜·戈德堡（Dana Goldberg）、瑪西·羅斯（Marcy Ross）擔任製片，還有神話娛樂的布萊德·費雪（Brad Fischer）和詹姆斯·范德比爾特。導演明格爾·薩普什尼克被聘來執導試播集。理查德·K·摩根在該劇的製作期間擔任顧問。
據報導，該劇是Netflix迄今最昂貴的製作。製作成本並沒有透露，但是喬爾·金納曼有提到：「這是一個比《冰與火之歌：權力遊戲》前三季預算更高的世界」。
安·弗利（Ann Foley）擔任服裝設計師，劇組人員為了該劇找了大約2000個服裝業者，訂製了至少500件戲服。強調在未來的時尚中不但要有「合理」的外觀，同時兼具一些特定的細節，例如在瑪士角色中獨特的用色風格，而不同的人待在同一個義體中，服裝上也會有細微的變化。

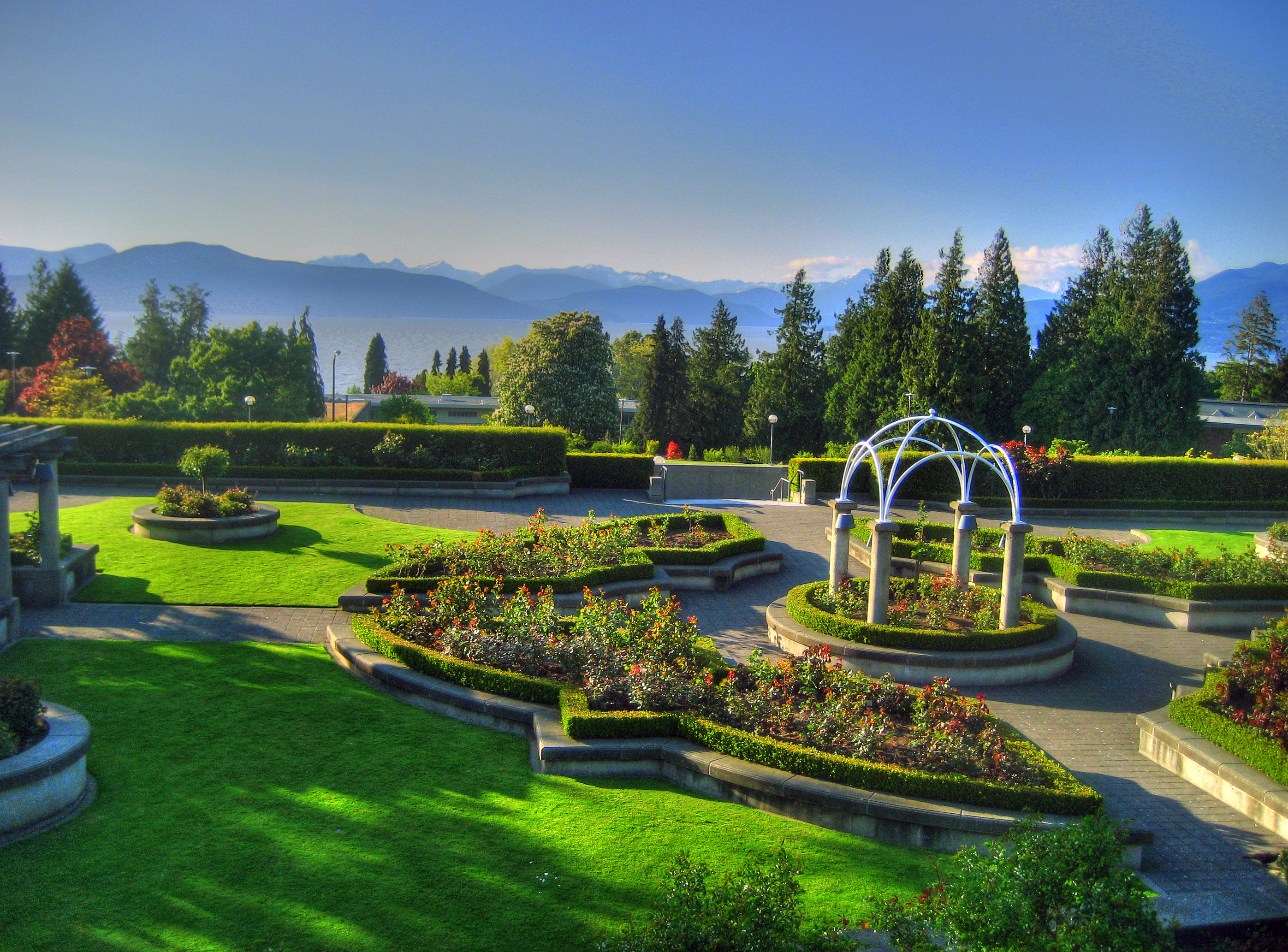
哥倫比亞大學玫瑰花園

該劇在溫哥華、不列顛哥倫比亞省和加拿大製作。羅倫斯·班克勞的天空花園是在哥倫比亞大學玫瑰花園拍攝的，而海洋大廈的大廳則作為班克勞的家。舊的加拿大郵政建築當作魏氏診所的所在地，也是科瓦奇被拷問的地方。科瓦奇與奎爾在吊橋上的場景是在斯闊米甚的海天纜車拍攝的。其他在溫哥華拍攝的景點還有溫哥華會議中心、范度森植物園的遊客中心、UBC人類學博物館和方塊。
2018年7月，《碳變》續訂第二季。安東尼·麥基將會接替主角武·科瓦奇，取代第一季的男星喬爾·金納曼。除此之外，曾擔任《雙面女間諜》、《危機邊緣》的編劇艾莉森·沙普克加入劇組擔任執行製作，並與萊塔·卡羅格里迪斯共同擔任節目統籌。2019年5月23日，天空之舞傳媒公司宣布沙普克將會成為該劇主要的節目統籌，取代仍然被認為是執行製作人的萊塔·卡羅格里迪斯。

### 小說改編

#### 第一季
第一季是改編自理察·K·摩根2002年的小說《碳變》。雖然書中大部分主要的情節都保留了下來，但改編版仍為角色和組織帶來幾個重要的改變。在書中，星際戰士是在地球上聯合攝政國的精英士兵，而不是科瓦奇所出生的哈朗世界的叛軍。
在書中科瓦奇離開星際戰士後，由於自由業被監禁，而劇中科瓦奇是被俘虜的叛軍。萊莉·川原這個角色在書中僅僅是科瓦奇無情的地下上司，與他沒有血緣關係，與它們在劇中的兄妹關係相反。訓練科瓦奇的星際戰士在書中是維吉尼亞·薇朵拉（Virginia Vidaura），在劇中薇朵拉只是一個小角色。相反地，科瓦奇的訓練者被賦予了奎爾克里斯特·法肯納的名字和背景故事，一個在書中像彌賽亞般的歷史人物。法肯納的叛亂不是像劇中那樣在科瓦奇接受訓練的期間發生的，而是始於他在書中出生的更早之前。
坡的角色原本在書中是要採用吉米·亨德里克斯的外型，但由於劇中的暴力動作，亨德里克斯遺產拒絕提供本人照片的授權。相反地，卡羅格里迪斯選了相似的愛倫·坡和一個維多利亞時代的飯店作為坡的替代角色，並說這兩者與有未來感的港灣市能夠並列得非常好。

### 動畫電影
2018年11月7日，Netflix宣布發行一部設定為《碳變》「擴展宇宙」的外傳動畫，而故事神話中的新元素也在積極開發中。標題為《碳變：義體置換》，該劇的角色設計為漫畫家太田垣康男（Yasuo Otagaki），將由《鐵拳：血之復仇》、《怪盜Joker》的編劇佐藤大及近藤塚（Tsukasa Kondo）共同負責劇本創作，導演為中島竹流（Takeru Nakajima）和奧田善之（Yoshiyuki Okuda），原創音樂由Monaca公司的帆足圭吾和高橋國幸（Kuniyuki Takahashi）負責。2020年3月，該劇於Netflix上架。

## 集數
| 季數           | 集数           | 集数           | 上線日期      | 上線日期      |
| -------------- | -------------- | -------------- | ------------- | ------------- |
| 1              | 10             | 10             | 2018年2月2日  | 2018年2月2日  |
| 2              | 8              | 8              | 2020年2月27日 | 2020年2月27日 |
| 碳變：義體置換 | 碳變：義體置換 | 碳變：義體置換 | 2020年3月19日 | 2020年3月19日 |

### 第一季（2018年）
| 總集數 | 集數 （季） | 標題                        | 導演              | 編劇                            | 上線日期     |
| --- | ----------- | --------------------------- | ----------------- | ------------------------------- | ------------ |
| 1 | 1           | 往日重現 Out of the Past    | 明格爾·薩普什尼克 | 萊塔·卡羅格里迪斯               | 2018年2月2日 |
| 被定罪的囚犯武·科瓦奇在250年後從一個嶄新的身體中被喚醒，目的是為了幫助一名超級富翁羅倫斯·班克勞偵破他自己的謀殺案。他在自己的意識被上傳到衛星中保存之前就死了，而證據顯示為自殺。班克勞提供給科瓦奇一大筆財富和人生自由，但是科瓦奇拒絕了。他被名叫奧特嘉的警官簡短的訊問後，仍表明他不想接這個案子。在入住一間人工智慧經營的哥德式飯店之前，科瓦奇被一名叫做狄米崔的高級殺手攻擊。由於科瓦奇已經死了250年，他相信有人真的殺了班克勞並接下了這個案子。 |             |                             |                   |                                 |              |
| 2 | 2           | 墮落天使 Fallen Angel       | 尼克·赫倫         | 史蒂芬·布萊克曼                 | 2018年2月2日 |
| 科瓦奇追蹤一名男子，對方曾威脅會要了班克勞的命。奧特嘉警官打破規矩，以便緊盯他的下落。 |             |                             |                   |                                 |              |
| 3 | 3           | 寂寞之處 In a Lonely Place  | 尼克·赫倫         | 布萊恩·尼爾森                   | 2018年2月2日 |
| 科瓦奇到班克勞家參加宴會時，找了一位令人意想不到的夥伴來罩他。奧特嘉當晚則在此密切注意可怕的娛樂活動。 |             |                             |                   |                                 |              |
| 4 | 4           | 邪惡力量 Force of Evil      | 亞歷克斯·葛雷夫斯 | 拉塞爾·佛倫德 & 蓋瑞特·勒納     | 2018年2月2日 |
| 科瓦奇被綁匪折磨時，運用擔任戰士時接受的訓練求生。奧特嘉在諸靈節讓家人吃了一驚。 |             |                             |                   |                                 |              |
| 5 | 5           | 錯的人 The Wrong Man        | 烏妲·布利斯維茲   | 奈文·登沙姆                     | 2018年2月2日 |
| 科瓦奇得知自己使用的義體究竟是誰後，要求奧特嘉說出一切。坡的情報讓班克勞的案子取得重大進展。 |             |                             |                   |                                 |              |
| 6 | 6           | 廬山假面目 Man with My Face | 亞歷克斯·葛雷夫斯 | 史蒂芬·布萊克曼                 | 2018年2月2日 |
| 奧特嘉的命運懸而未決之際，科瓦奇對班克勞家族家投下一枚震撼彈。之後，他還跟一位令人不安的敵人正面交鋒。 |             |                             |                   |                                 |              |
| 7 | 7           | 野良犬 Nora Inu             | 安迪·格達德       | 奈文·登沙姆 & 凱西·費雪         | 2018年2月2日 |
| 科瓦奇與舊識再度聯絡。倒敘畫面呈現他和攝政國、起義和奎爾糾結複雜的過去。 |             |                             |                   |                                 |              |
| 8 | 8           | 夜半衝突 Clash by Night     | 烏妲·布利斯維茲   | 布萊恩·尼爾森                   | 2018年2月2日 |
| 科瓦奇周遭的世界震盪之際，他找來一位網撈客幫他迅速解決班克勞的案子。奧特嘉急著查出競技場的神秘女子是誰。 |             |                             |                   |                                 |              |
| 9 | 9           | 怒上天堂 Rage in Heaven     | 彼得·霍爾         | 拉塞爾·佛倫德 & 蓋瑞特·勒納     | 2018年2月2日 |
| 發生毀滅性的暴行後，科瓦奇和同夥為了混進極樂飄渺屋，想出一個非常危險的大膽計畫。 |             |                             |                   |                                 |              |
| 10 | 10          | 殺手 The Killers            | 彼得·霍爾         | 萊塔·卡羅格里迪斯 & 奈文·登沙姆 | 2018年2月2日 |
| 被逼到角落的科瓦奇，在空中挺身迎向最終對決之際，一位新的英雄現身，更多隱瞞的秘密也曝了光。 |             |                             |                   |                                 |              |

### 第二季（2020年）
| 總集數 | 集數 （季） | 標題                         | 導演           | 編劇                          | 上線日期      |
| --- | ----------- | ---------------------------- | -------------- | ----------------------------- | ------------- |
| 11 | 1           | 幻影女子 Phantom Lady        | 克萊恩·唐納利  | 萊塔·卡羅格里迪斯             | 2020年2月27日 |
| 班克勞案已過三十年，一名瑪士查到科瓦奇的行蹤，向他提供一份工作、一具高科技義體，以及一次再見奎爾·法肯納的機會。                  |             |                              |                |                               |               |
| 12 | 2           | 延期付款 Payment Deferred    | 克萊恩·唐納利  | 莎拉·妮可·瓊斯                | 2020年2月27日 |
| 柯瑞拉上校接手指揮凶案的調查，科瓦奇動身尋找艾希里的賞金獵人，坡的記憶失靈則愈發嚴重。                                           |             |                              |                |                               |               |
| 13 | 3           | 夢魘小巷 Nightmare Alley     | 麥可・J.・巴瑟 | 邁克爾·R·佩里                 | 2020年2月27日 |
| 科瓦奇遭柯瑞拉刑求之際，舊識竟然紛紛出現，且欲將他除之而後快。坡向別具人工智慧尋求協助。崔普正在追查一名男子，並掌握了一條線索。 |             |                              |                |                               |               |
| 14 | 4           | 一絲懷疑 Shadow of a Doubt   | 麥可・J.・巴瑟 | 金相圭                        | 2020年2月27日 |
| 全星球上下歡慶哈朗日時，科瓦奇醞釀一次脫逃計劃。奎爾拼湊她的人生片段。坡無法避免算總帳的時候。                                   |             |                              |                |                               |               |
| 15 | 5           | 驚叫而醒 I Wake up Screaming | 傑里米·韋博    | 柯特尼·諾里斯                 | 2020年2月27日 |
| 柯瑞拉派出他的秘密武器進行致命的任務。科瓦奇和崔普偷渡奎爾離開市區。坡踏上危機潛伏的虛擬實境之旅。                               |             |                              |                |                               |               |
| 16 | 6           | 埋了我 Bury Me Dead          | 傑里米·韋博    | 亞當·拉什 & 內田高知          | 2020年2月27日 |
| 奎爾在要塞與自身過去重建連繫時，她帶領複製人進入充滿祕密的地底洞窟。哈朗總督露出她的真面目。                                     |             |                              |                |                               |               |
| 17 | 7           | 危險實驗 Experiment Perilous | 莎莉·理察森    | 內文·丹瑟姆                   | 2020年2月27日 |
| 奎爾的義體開始關閉機能時，坡和挖小姐將她送進虛擬實境，科瓦奇也因此終於得知關於她大開殺戒的真相。                                 |             |                              |                |                               |               |
| 18 | 8           | 破碎天使 Broken Angels       | 莎莉·理察森    | 艾莉森·查博科 & 伊麗莎白·帕登 | 2020年2月27日 |
| 全星球的命運危在旦夕，科瓦奇、奎爾和團隊必須盡快找到康瑞·哈朗，並阻止天使之火的毀滅性爆炸。                                      |             |                              |                |                               |               |

### 電影版（2020年）
| 標題 | 導演                | 編劇            | 上線日期  |
| --- | ------------------- | --------------- | --------- |
| 碳變：義體置換 Resleeved | 中島竹流 & 奥田善之 | 佐藤大 & 近藤塚 | 2020年3月 |
| 距離第一季故事發生的 253 年前，科瓦奇受到一个黑帮掌门人的委托，到拉提摩星上负责保护当地黑帮水本组的纹身师并调查组内的继承内乱，与此同时为CTAC工作的莱莉以“吉娜”的身份也同时调查水本组的继承内乱，随着调查的深入，却发现比表面更惊人的真相。 |                     |                 |           |

## 發行
該劇於2018年2月2日在Netflix首播。官方預告片於2018年1月11日釋出。第二季在2020年2月27日首播

## 主題
人機互動、性別認同、科技和社會、網路空間和客觀現實、過度都市化超越了城市規劃、人工智慧、偏執狂。
Netflix的賽博龐克影集《碳變》中的一個關鍵概念是「備份」，即安裝在腦幹上的先進硬碟，人們可以在其上保存其意識副本。備份技術的主要作用是一種永生不死的形式，因為如果原始身體死亡，則可以將備份安裝到另一個身體中。但是還有另一個重要的暗示只在《碳變》的第一季中：如果你可以選擇自己的身體，那麼你會選擇與生俱來的那個嗎？ 對於非二元性別或跨性別族群而言，這是一個特別重要的問題。這個話題只是在第一季暗示的，但是《碳變》的創作者萊塔·卡羅格里迪斯告訴The Wrap，這是她想更詳細地探索的東西。

## 反響

### 專業評價

#### 第一季
《碳變》在爛番茄網站上，根據95條評論，持有68%的新鮮度，平均得分6.59／10，該網站共識寫道：「《碳變》努力地傾向賽博龐克的本質，提供一種雄心勃勃地觀看體驗，往往令人不知所措但絕不乏味。」。在Metacritic上根據25條評論，加權後平均得分為64分（滿分100分），代表「普遍正面好評」。
IGN的大衛·格里芬（David Griffin）說，《碳變》以一個「賽博朋克的幻境」來講，「它幾乎做對了所有事」。格里芬讚揚該劇的視覺效果及劇情的複雜性，還有演員的演技，例如克里斯·康納在飾演人工智慧飯店經理坡當中的表現。他也寫出問題，像是謀殺案的錯綜複雜常常「影響了節目的看頭」，而謀殺情節早就「失去了動力」。他最終給出8.8／10分，總結是：「一個故事不夠出色的視覺巨人。」。GameSpot的麥可·魯若（Michael Rougeau）稱《碳變》是「硬派」科幻小說，作為「黑色科幻/偵探驚悚片，充斥著這兩種類型的標誌，從被謀殺的妓女和全像廣告招牌，到那些在現實世界和錯綜複雜的網路空間之中穿梭的人工智慧們」。該評論也讚揚了該劇對於其核心價值「備份」的檢視及探索之深。數碼間諜的凱薩琳·皮爾森（Catherine Pearson）說，視覺非常壯觀而且主題引人入勝，但也有缺點；例如，角色們習慣「經由長期說明性（expository）的對話喃喃自語。」
《溫哥華太陽報》總結說，專業評論家的反應不一，他們的結論是「謀殺之謎取決於該劇的未來主義視覺效果」。《娛樂週刊》也總結了評論，共識是視覺效果非常壯觀，但對女性的暴力行為引發質疑。《娛樂週刊》的達倫·弗蘭奇（Darren Franich）給出「B-」的評分，並寫道「該劇運用了所有噴燈（blowtorch）的巧妙之處，處理了種族、性別和階級」。《富比士》雜誌批評其他評論家對於該劇發表的負面評論，並稱《碳變》是「極好的（terrific）」，為電視上最好的科幻影集之一。The Verge的安德魯·利普克（Andrew Liptak）稱該劇引人入勝，但批評缺乏對角色之間關係的關注。
《洛杉磯時報》的羅伯特·勞埃德（Robert Lloyd）給了一個褒貶混雜的評論，但特別讚揚了喬爾·金納曼，即使戰鬥場面在某種程度上被形容為單調乏味。《Vulture》雜誌的任·錢奈（Jen Chaney）說《碳變》是「野心勃勃、錯綜複雜、暴力、缺乏獨創性，而且不之為何同時汙穢又充滿光澤」，但是最終給出負面評價，她說：「《碳變》的視覺糖果（visual candy）跟哲學性的潛台詞可能會讓我感到震驚，但是它們都不會以任何持久的方式被吸收。」《廣播時報》寫到「《碳變》試圖從不規律地轉變中找到自己的定位，無論是黑色偵探戲劇到戰爭史詩乃至於肥皂劇，但最終未能實現自己的雄心壯志：碳變是一個雷鳴般的乾草機（haymaker），只能設法掠過它的目標。」該評論指出本劇承擔了太多內容，那些情節都可以留到第二季再交代清楚。《衛報》的班傑明·李（Benjamin Lee）為《碳變》給出3／5分，稱讚本劇「龐大的規模」和「與我們以往的作品相比，這是一個令人印象深刻的進步。」李將《碳變》與缺乏社會評論的保羅·范赫文的作品進行了比較。他總結:「看到這部如此毫無顧忌的作品讓人耳目一新。景象可能會變得老套，但就目前而言，閃光令人眼花撩亂。」
許多評論聚焦在本劇的暴力場面，每日點選的加維亞·貝克·懷特勞（Gavia Baker-Whitelaw）寫道該劇似乎用「反烏托邦的設定來當作性暴力的藉口」，而且將焦點放在死去、裸體的女性屍體上「對於該劇的優勢來說是非常大的分心，例如精心安排的戰鬥場面以及武·科瓦奇的背景故事。」。數碼間諜網站為暴力程度辯護，認為本劇能準確地反映出書籍上的內容，並且是該劇的「重點」，因為「沒有展現出殘酷及持續不斷的暴力，《碳變》將會無法充分探索其旨在呈現的反烏托邦現實。」。TVLine的金柏莉·魯茲（Kimberly Roots）也批評了劇中的暴力和裸露鏡頭，並說故事的節奏不均勻。然而，她指出調查的戲份是「聰明地展開」，而戰鬥順序「太過複雜」。她給出「B-」的評分。

#### 第二季
在爛番茄網站上，根據33條評論，持有85%的新鮮度，平均得分7.16／10，該網站共識寫道：「儘管還沒有完全實現，但更清晰的使命感和更明確的角色將《碳變》第二季與原著的才智又推近了一步。」。在Metacritic上根據8條評論，加權後平均得分為65分（滿分100分），代表「普遍正面好評」。

### 榮譽
| 年度 | 獎項                 | 類別                                   | 入圍者 | 結果 | 參考   |
| ---- | -------------------- | -------------------------------------- | --- | ---- | ------ |
| 2018 | 第44屆土星獎         | 最佳新媒體電視影集獎                   | 碳變 | 提名 | [ 59 ] |
| 2018 | 第70屆創意藝術艾美獎 | 傑出標題設計獎                         | Lisa Bolan, Thomas McMahan, Yongsub Song, Byron Slaybaugh, Carlo Sa, Mert Kizilay                                                                     | 提名 | [ 60 ] |
| 2018 | 第70屆創意藝術艾美獎 | 傑出特別視覺效果獎                     | 往日重現的Everett Burrell, Tony Meagher, Joel Whist, Jorge Del Valle, Steve Moncur, Christine Lemon, Paul Jones, Antoine Moulineau, David Zaretti for | 提名 | [ 60 ] |
| 2019 | 第17屆視覺效果學會獎 | 傑出視覺效果獎（照相寫實情節）         | 往日重現的Everett Burrell, Tony Meagher, Steve Moncur, Christine Lemon, 喬爾·惠斯特                                                                   | 提名 | [ 61 ] |
| 2019 | 第17屆視覺效果學會獎 | 傑出效果模擬獎（情節，廣告，實時項目） | Philipp Kratzer, Daniel Fernandez, Xavier Lestourneaud, Andrea Rosa                                                                                   | 獲獎 | [ 61 ] |
| 2019 | 第17屆視覺效果學會獎 | 傑出合成獎（照相寫實情節）             | Jean-François Leroux, Reece Sanders, Stephen Bennett, Laraib Atta                                                                                     | 提名 | [ 61 ] |

## 外部連結
- 官方网站（中文）
- 互联网电影数据库（IMDb）上《碳變》的资料（英文）
- 烂番茄上《碳變》的資料（英文）

- Altered Carbon Reviews （页面存档备份，存于） - Metacritic
- 在Netflix上觀看《碳變》